# Wilsum (Duitsland)

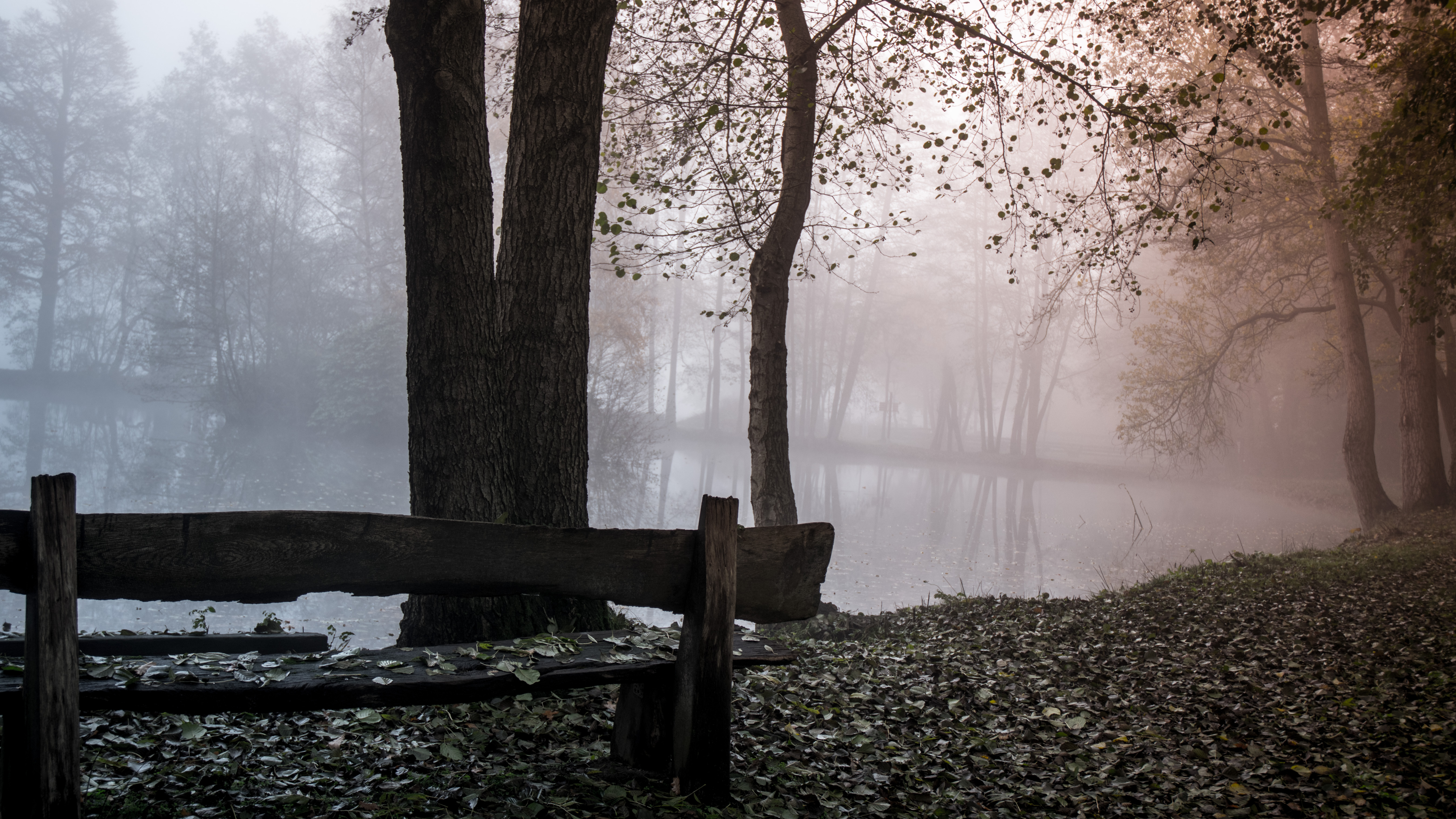

Wilsum is een gemeente in het landkreis Grafschaft Bentheim in de Duitse deelstaat Nedersaksen. Wilsum telt 1.616 inwoners. De plaats ligt in de onmiddellijke nabijheid van de grens met Nederland. De gemeente werkt nauw samen met andere gemeenten in de Samtgemeinde Uelsen.

## Korte geschiedenis
Wilsum wordt voor het eerst in in de tweede helft van de negende eeuw genoemd in de De miraculis sancti Alexandri, toen de plaats nog tot Twente behoorde. Sinds de hoge middeleeuwen hoort de plaats tot het Graafschap Bentheim. In de Tachtigjarige Oorlog werd de plaats tussen 1580 en 1605 vaak bezocht door plunderende troepen; vele bewoners vluchtten naar Nederland. In 1725 volgde de bouw van een kerk.

## Bezienswaardigheid
- Schoneveld's Mühle, een watermolen, vermoedelijk uit de 13e eeuw;

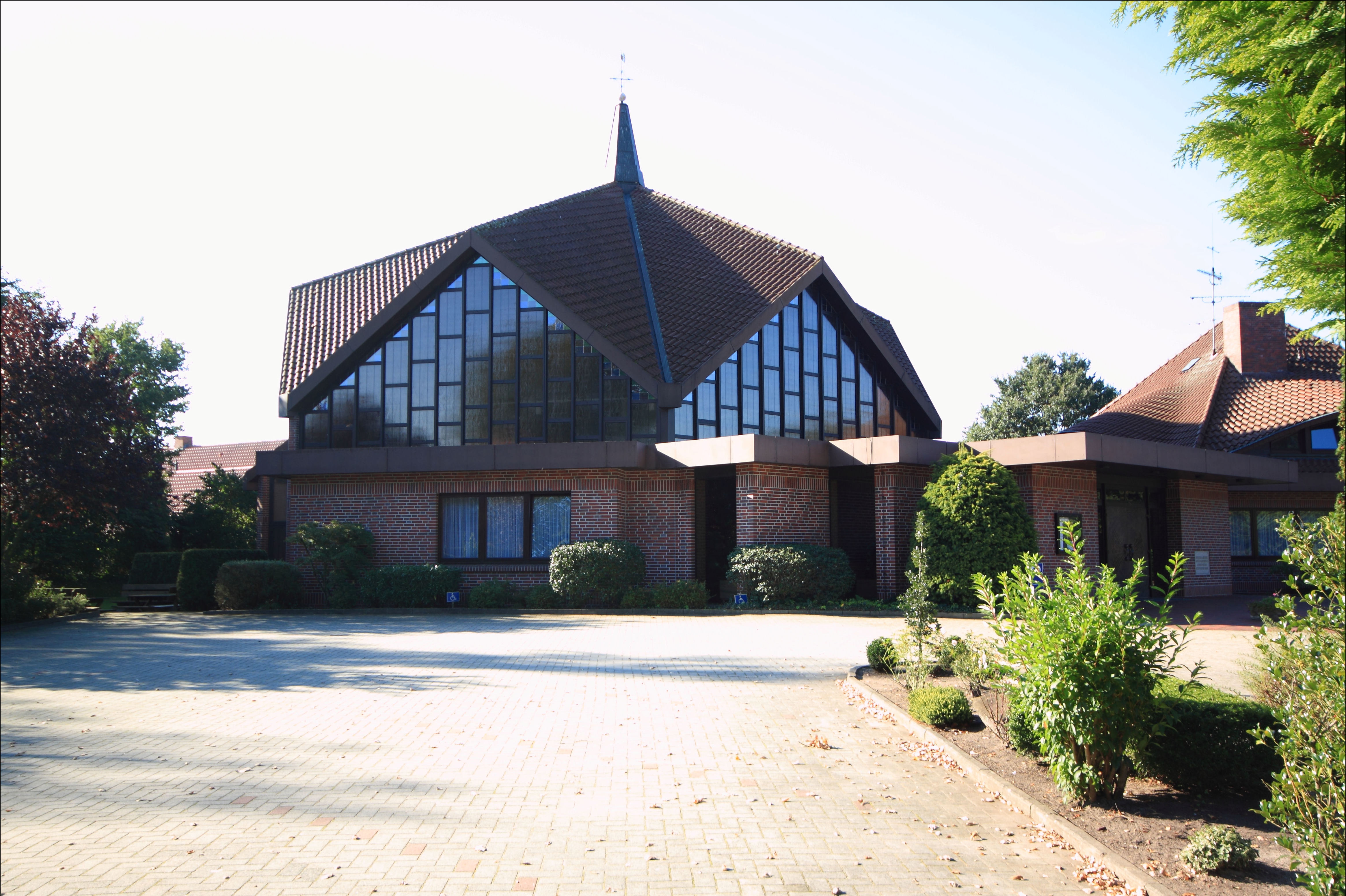
Altreformierte Kirche

- Brookhof.

- Gemeinsame Normdatei: 4066230-5
- Virtual International Authority File: 415145424574186831195

Bad Bentheim · 
Emlichheim · 
Engden · 
Esche · 
Georgsdorf · 
Getelo · 
Gölenkamp · 
Halle · 
Hoogstede · 
Isterberg · 
Itterbeck · 
Laar · 
Lage · 
Neuenhaus · 
Nordhorn · 
Ohne · 
Osterwald · 
Quendorf · 
Ringe · 
Samern · 
Schüttorf · 
Uelsen · 
Wielen · 
Wietmarschen · 
Wilsum